# 목포미항초등학교
목포미항초등학교는 대한민국 전라남도 목포시 옥암동에 있는 초등학교다.

## 학교 연혁
- 2020. 09. 01 제9대 김용해 교장 부임
- 2020. 03. 01 초등학교 14학급, 병설유치원 2학급 편성
- 2020. 02. 11 목포미항초등학교 제17회 졸업 총 54명
- 2003. 03. 01 목포미항초등학교 개교(초등 23학급, 병설유치원 2학급)

## 참고 자료
- 목포미항초등학교 - 한국교육학술정보원 학교알리미

## 학교 상징
- 교화 - 개나리 : 희망(希望), 포근함, 귀여움을 상징하는 개나리가 혹한의 겨울을 이겨내고 새 봄을 알리듯 어떠한 역경에도 이겨내는 미항 학생들의 개척정신과 희망 의지를 나타낸다.
- 교목 - 소나무 : 꿋꿋함과 굳센 의지를 상징하는 소나무는 미항 학생들의 꿋꿋함과 끈기, 굳센 의지와 기개를 나타낸다.
- 교색 - 노랑 : 명랑, 쾌활, 행복을 상징하는 노랑은 미래를 지향하는 미항 학생들의 아름다운 마음이다.
- 교조 - 갈매기 : 미래지향, 원대한 꿈을 상징하는 갈매기는 20년뒤 온 세계를 누빌 우리 미항 학생들의 진취적 기상을 나타낸다.